# Hans Rudolf Wöhrl

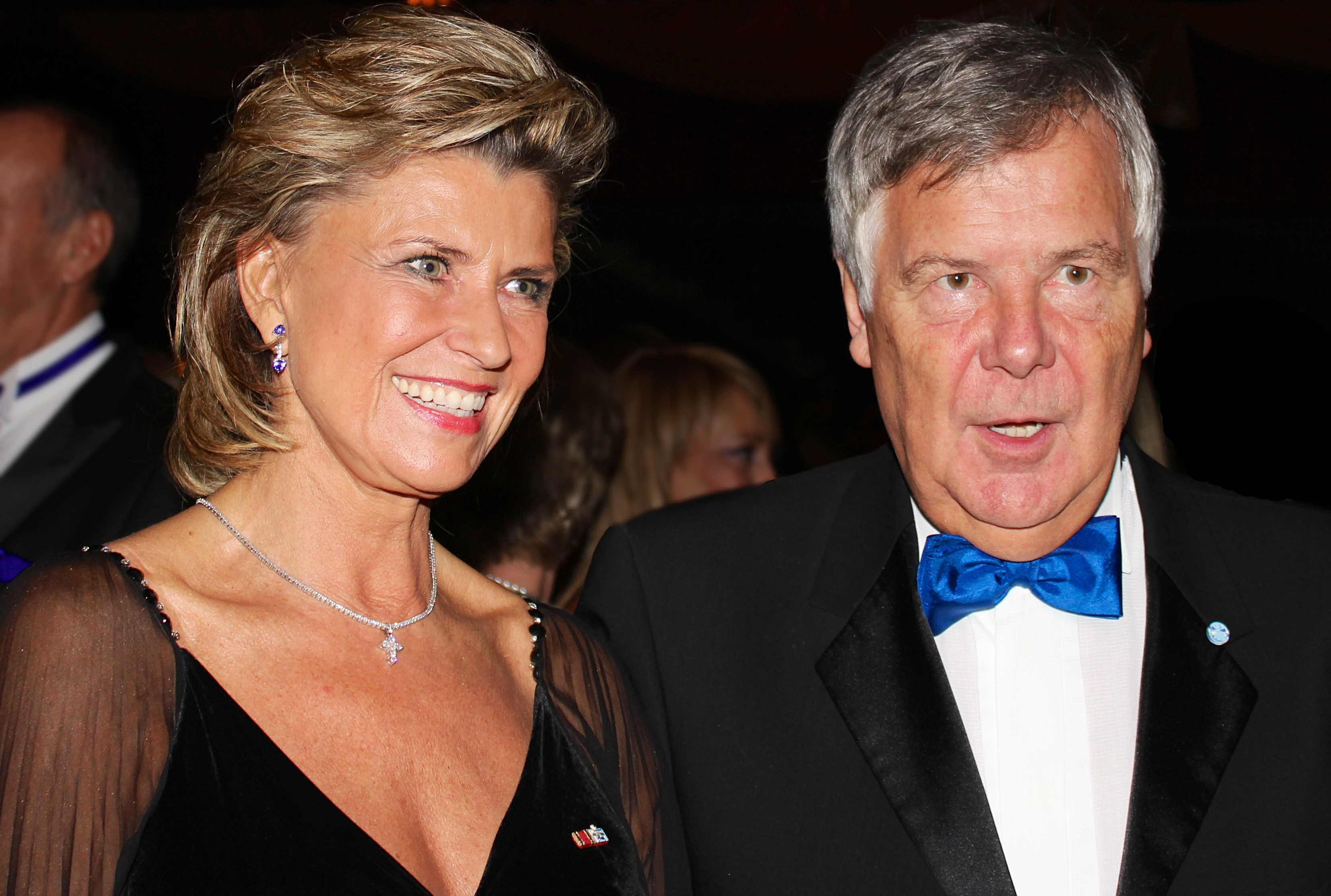
Hans Rudolf und Dagmar Wöhrl (2013)

Hans Rudolf Wöhrl (* 20. November 1947 in Nürnberg) ist ein deutscher Unternehmer, Pilot, Kolumnist und Modemacher.

## Leben
Hans Rudolf Wöhrl erwarb 1963 die mittlere Reife. Danach besuchte er die dreijährige Internationale Wirtschaftsoberschule in London und Genf, die er jedoch nicht mit dem Abitur abschloss. Nach einer Ausbildung (von 1965 bis 1967) zum Einzelhandelskaufmann übernahm Wöhrl 1970 zusammen mit seinem Bruder Gerhard Wöhrl das von seiner Mutter Berta und seinem Vater Rudolf Wöhrl gegründete Modehaus gleichen Namens in Nürnberg, das damals über fünf Filialen verfügte. Die Rudolf Wöhrl AG machte im Geschäftsjahr 2007/2008, das am 31. März 2008 endete, etwa 360 Millionen Euro Umsatz und betreibt 40 Modehäuser in Deutschland. Als einer der ersten Großunternehmer führte Wöhrl die Vier-Tage-Woche für seine Mitarbeiter ein.
Im Frühjahr 2006 stieg die Rudolf Wöhrl AG, an der Hans Rudolf Wöhrl 30 % der Anteile hielt, mit 25,1 % bei der Ludwig Beck AG mit einem Umsatz von 87,38 Millionen Euro (2006) ein. 2011 stieg Hans Rudolf Wöhrl nach einem Streit mit seinem Bruder Gerhard bei der Rudolf Wöhrl AG aus.
2013 übernahm Wöhrl sämtliche Hotels der Gruppe Gold Inn AG und nannte sie in Hotelgruppe Dormero um. 2017 unterstützte Hans Rudolf Wöhrl seinen Sohn Christian Greiner bei der Übernahme der Modekette Wöhrl, die im September 2016 ein Insolvenzverfahren eingeleitet hatte. Sie gehört weiter zum Familienbesitz.
Am 19. September 2017, kurz vor Wöhrls 70. Geburtstag, erschien seine Autobiographie beim Piper Verlag mit dem Titel Wie meine Träume fliegen lernten.

### Luftfahrt
Ein weiteres Standbein Wöhrls ist die Fliegerei. Der Unternehmer, der als 18-Jähriger seinen ersten Pilotenschein erwarb, gründete 1974 die regionale Fluggesellschaft Nürnberger Flugdienst (NFD), für die er immer wieder auch selbst als Flugkapitän im Cockpit saß. Als der NFD 1992 mit der Deutschen Regionalflug zur Eurowings verschmolz, verkaufte Wöhrl seinen Anteil am Unternehmen und stieg bei der Saarland Airlines ein. Nach dem Konkurs dieser Gesellschaft blieb er der Luftfahrt als Pilot und Berater eng verbunden.
In das aktive Airlinegeschäft kehrte er im Sommer 2003 zurück, als er (über das Beteiligungsunternehmen Intro Aviation) von British Airways für einen symbolischen Euro deren defizitäre Tochter Deutsche BA (später umbenannt in dba) kaufte. Im Februar bis Juni 2006 erwarben Intro Aviation 55 % und die MIC GmbH 45 % (Eigentümer ist der langjährige LTU-Geschäftsführer Jürgen Marbach) alle Anteile der LTU-Luftverkehrsgesellschaft in Düsseldorf und starteten ein konsequentes Sanierungsprogramm.
Am 17. August 2006 wurde bekannt gegeben, dass Air Berlin die zwischenzeitlich wieder profitable dba für etwa 120 Millionen Euro von Wöhrl kaufen wird. Im August 2007 übernahm Air Berlin auch die zwischenzeitlich sanierte LTU. Im April 2009 gab es Spekulationen, der Unternehmer könnte LTU wieder von Air Berlin zurückkaufen.
Zum 1. Januar 2011 verkaufte Wöhrl seine Anteile an der Rudolf Wöhrl AG.
Ebenfalls im Januar 2011 gab Wöhrl bekannt, eine neue Fluggesellschaft mit dem Namen flynext zu gründen und europäische Flüge anzubieten. Dazu wurde die Firma Alpha Exec übernommen und umgebaut. Im Juni 2011 wurde der Flugbetrieb aufgenommen. Bereits im Oktober 2011 verkaufte Wöhrl die Fluglinie an Germania weiter, wo sie später in Germania Express umbenannt wurde. Im Februar 2012 übernahm Hans Rudolf Wöhrl mit Peter Oncken, u. a. mit ihrer Beratungs- und Investmentfirma Intro Aviation GmbH, 74,9 % der Anteile bei der österreichischen Regionalfluggesellschaft InterSky. Im Dezember 2013 wurde bestätigt, dass Wöhrl mit seiner Firma Intro Aviation die Fluggesellschaften CityJet und VLM Airlines von Air France-KLM kaufen wird. Sie sollten mit Intersky vereinigt werden und zu einer europäischen Regionalfluglinie ausgebaut werden.
Im August 2017 gab Wöhrl bekannt, die insolvente Fluggesellschaft Air Berlin übernehmen zu wollen. Über eine Münchner Kanzlei gab seine Vermögensverwaltung Intro-Verwaltungs GmbH ein formelles Angebot ab.

### Privatleben
Wöhrl hat fünf Kinder. Seit 1984 ist er in zweiter Ehe mit der früheren CSU-Bundestagsabgeordneten, parlamentarischen Staatssekretärin und ehemaligen Miss Germany Dagmar Wöhrl verheiratet, mit der er zwei Kinder hat. Sohn Marcus (* 1985) kandidierte für die CSU 2004 wie auch 2009 erfolglos für das Europaparlament. Nachdem die CSU-Führung seine Mutter 2009 nicht wieder als Staatssekretärin nominiert hatte, trat Marcus Wöhrl aus der Partei aus. 2014 übernahm Marcus Wöhrl die Geschäftsführung eines Hotels in Berlin. Bereits seit November 2013 war er Alleinvorstand der familieneigenen Hotelgruppe.
Sohn Emanuel Nicolai (* 26. August 1988) starb am 1. Juli 2001 nach einem Unfall.
Sohn Alexander Wöhrl betreibt eine Motorsport/Fahrzeugveredelungsfirma, mit der er diverse Rekorde hält, u. a. den Europarekord auf der "Halben Meile". Des Weiteren ist er als Aufsichtsrat in der familieneigenen Tetris Grundbesitz AG tätig.

## Vermögen
Wöhrl ist Multimillionär. Auf der Liste der 500 reichsten Deutschen vom Manager-Magazin belegte er im Jahr 2013 Platz 282 in Deutschland. Das Familienvermögen wurde 2015 von der Zeitschrift Capital auf 200 Millionen Euro geschätzt. Schätzungen aus dem Jahr 2019 belaufen sich auf 250 Millionen Euro. 

## Positionen
Gegen Vorwürfe, er kaufe billig marode Firmen, um sie schnellstmöglich mit Gewinn wieder weiter zu verkaufen, verteidigte sich Wöhrl mit dem Hinweis, dass er dort investiere, wo er Chancen sehe, aber auch bereit sei, sich von Projekten ohne Zukunft zu trennen.

## Auszeichnungen
- Bayerischer Verdienstorden (2010)

## Werke
- Wie meine Träume fliegen lernten. Piper München 2017, ISBN 978-3-492-05904-6.